# Dècada del 300

## Esdeveniments
- 301: Armènia és el primer estat a adoptar el cristianisme com a religió oficial.
- 308: Sant Marcel I succeeix com a Papa a Marcel·lí I.
- 309: El Papa Eusebi succeeix a Sant Marcel I.

## Personatges destacats
- Dioclecià (284-305), emperador romà.
- Maximià (286-308), emperador romà.
- Maximí Daia (305-314), emperador romà.
- Constantí I el Gran (306-337), emperador romà.
- Licini I (307-324), emperador romà.